# Kvarteret Visborg

Kvarteret Visborg är en sammanhängande byggnad uppförd i två etapper 1877-1880 samt 1910 i stadsdelen Lorensberg i Göteborg. Huset började uppföras 1877 och ligger vid Parkgatan, Kungsportsavenyen, Storgatan och Södra Vägen. Byggnaden ritades av arkitekten Carl Fahlström och är i nyrenässansstil.

## Arkitektur och historik
Kvarteret bebyggdes med en trevåningsbyggnad mot Avenyn 1877, troligen ritat av Carl Fahlström åt grosshandlare I. G. Hamberg. Fastigheten innehöll ursprungligen bostadslägenheter, samt i bottenvåningen salukällare. Åt Södra Vägen låg först den herrgårdsliknande träbyggnaden landeriet Mariefred kvar fram till 1910, men då den revs så uppfördes den östra delen i samma stil som byggnaden åt Avenyn, så att den bildade en enhet. På 1920-talet inrättades en restaurang i källaren på hörnet Parkgatan - Avenyn. Än idag bedrivs restaurangverksamheten i källarvåningen. Liksom i Kvarteret Borganäs mitt emot på Kungsportsavenyen 1, är förträdgården bevarad.

## Fastighetsbeteckningar
Kvarteret Visborg är en sammanhängande byggnad och utgör en fastighet med fastighetsbeteckningen Lorensberg 44:1. 

### Webbkällor
- Tobiason Läst 13 mars 2019.